# Потічанська сільська рада
Потічанська сільська рада — адміністративно-територіальна одиниця у Решетилівському районі Полтавської області з центром у c. Потічок.
Населення — 819 осіб.

## Населені пункти
Сільраді були підпорядковані населені пункти:
- c. Потічок
- с. Миколаївка
- с. Нагірне
- с. Пасічники